# Antoniuskloster (Laç)

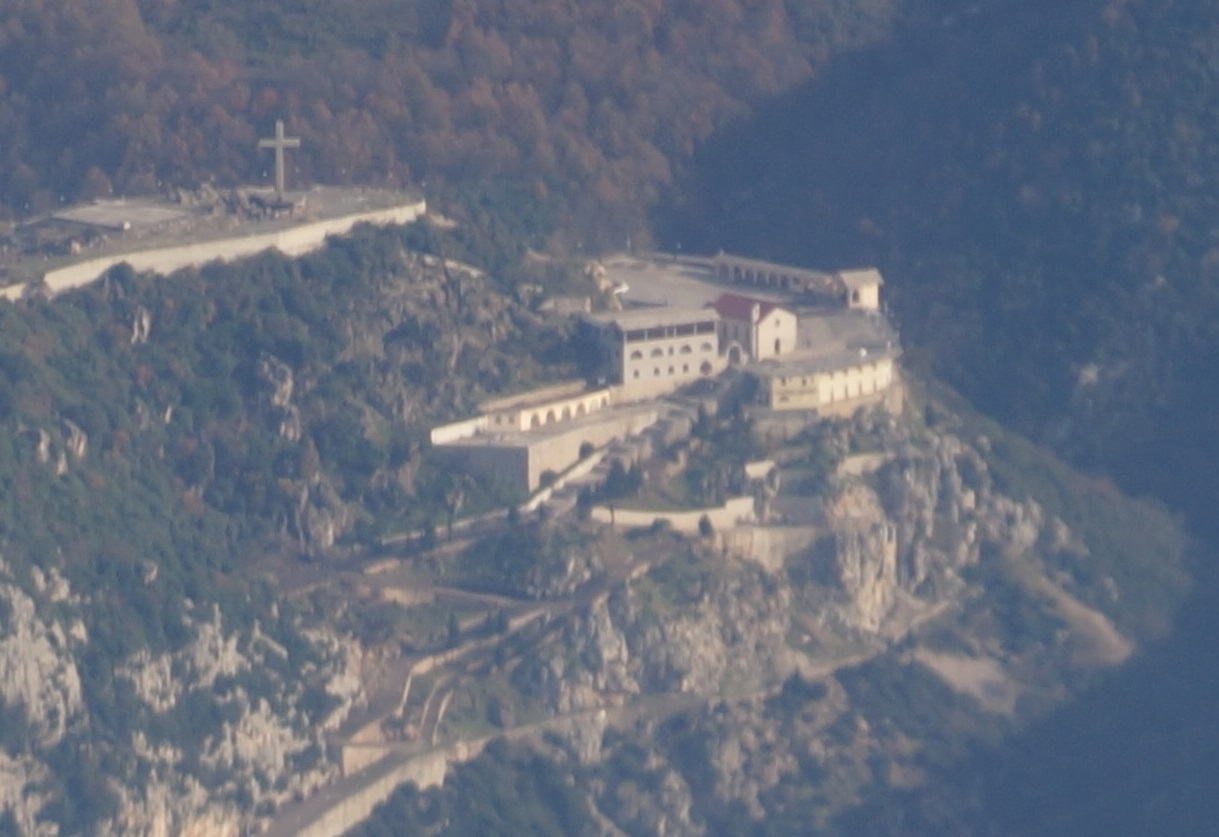
Die Klosteranlage in den Bergen oberhalb von Laç

Das franziskanische Antoniuskloster (albanisch Kisha e Shna Ndout) ist ein in ganz Albanien bekanntes katholisches Kloster und Wallfahrtszentrum oberhalb der Industriestadt Laç, welches nach Antonius von Padua benannt ist. Das von den Kommunisten zerstörte Gebäude ging auf das 14. Jahrhundert zurück und wurde in den 1990er Jahren neu errichtet.

## Kloster und Pilgerstätte
Das Kloster liegt auf einer rund 300 m ü. A. hohen Geländeterrasse über einer Felswand. Im Karst des Felsens befindet sich eine kleine Höhle, die dem heiligen Blasius von Sebaste gewidmet ist. Gemäß lokaler Überlieferung soll der Heilige in der Höhle gelebt und später in Durrës den Märtyrertod erduldet haben. Der Name Sebaste wurde auf die ganze Gegend einschließlich der Festung auf dem nächsten Hügel, genutzt im 6. und 7. Jahrhundert, übertragen. Die Höhle ist als nationales Naturdenkmal geschützt.

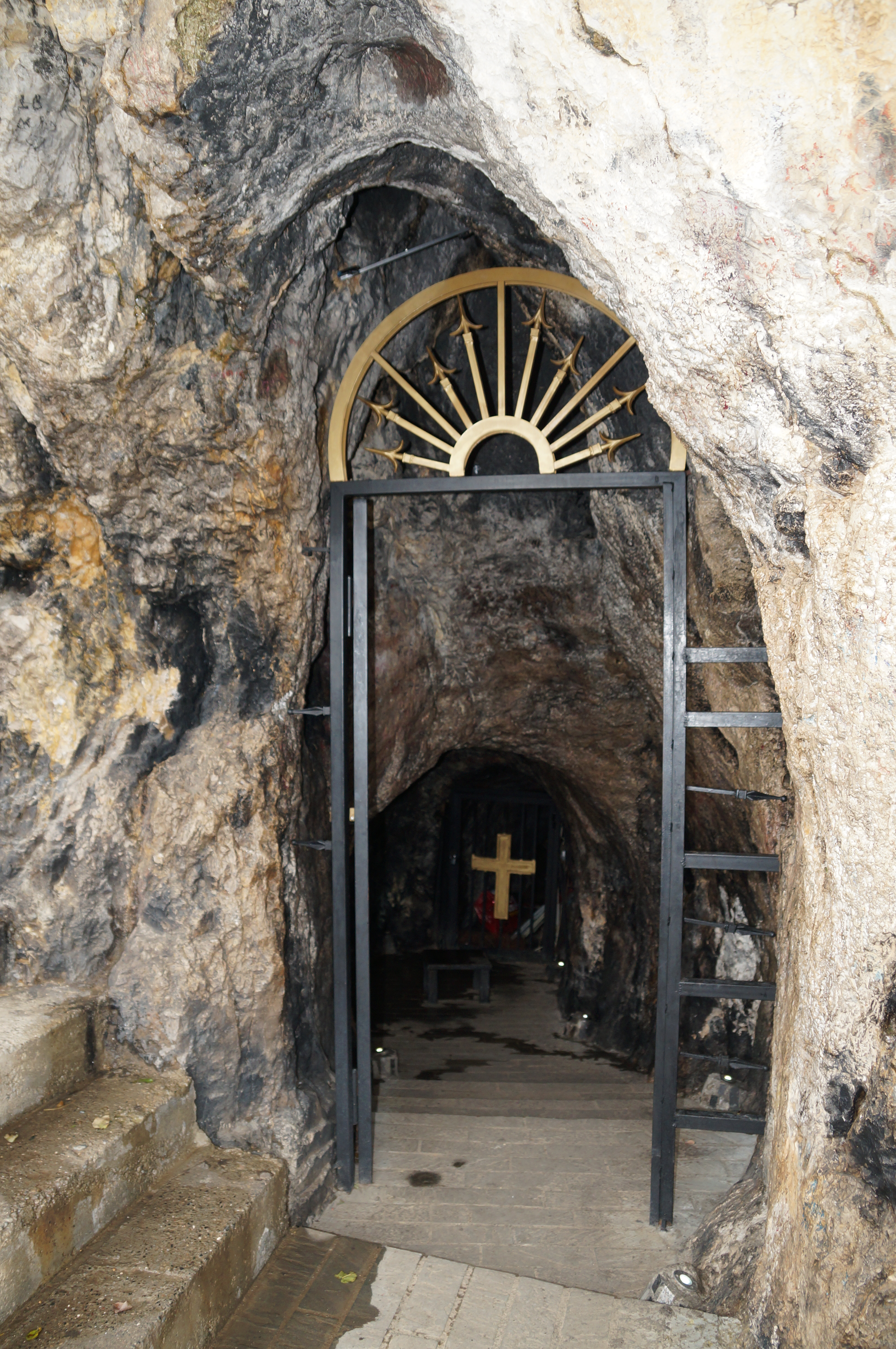
Höhle des heiligen Blasius

Das Kloster gilt als wichtigster christlicher Wallfahrtsort des Landes; unter den Besuchern befinden sich auch viele Muslime und Bektaschi. Rund um den Gedenktag des heiligen Antonius, den 13. Juni, besuchen Tausende von Pilgern das Kloster. Gottesdienste sind Dienstag (9:00 und 11:00), Samstag (9:00) und Sonntag (9:00 und 11:00). Aber auch sonst ist das Kloster ein beliebter Gebetsplatz für Gläubige. Sie suchen Heilung und Schutz; es gibt viele Berichte von Wunderheilungen. Die Gläubigen verbrennen in vom Rauch schwarzen Nischen Kerzen, suchen die Kirche und die Höhle auf und hinterlassen Weihegaben.

„Weither aus den Bergen tragen die Bauern ihre Kranken auf Bahren zum Fest des Heiligen Antonius und erwarten gläubig eine wundertätige Heilung.“

## Geschichte
Es wird angenommen, dass Franziskaner bereits um das Jahr 1300 eine Kirche bei der Höhle von Sebaste errichteten. Die Legende berichtet, dass die Mönche eine Kirche bei den Ruinen der Festung bauen wollten, aber das Baumaterial morgens immer wieder auf der anderen Talseite aufgefunden wurde. Sie sahen darin ein himmlisches Zeichen und bauten dann die Kirche bei der Höhle. Die Kirche war ursprünglich Mariä Verkündigung gewidmet (Shën Mërinë e Sebastes) und wurde um das Jahr 1800 nach dem heiligen Antonius benannt. Erstmals schriftlich erwähnt wurde sie im Jahr 1557 von Johannes VIII., Bischof von Bar. Es soll sich um die erste Kirche in Albanien gehandelt haben, die förmlich geweiht wurde.
Gemäß Theodor Ippen residierten – von den Osmanen vertrieben – während rund 200 Jahren die Bischöfe von Durrës in der Antoniuskirche, ehe der Bischofssitz Mitte des 19. Jahrhunderts ins Nachbardorf Delbenisht verlegt wurde. Die Kirche war also eine Zeit lang Kathedrale.

„Beiläufig eine Stunde südlich von Delbeništi erhebt sich in einem hübschen Engtale auf steil abfallendem Felse eine auch von den Mohammedanern geschätzte sehr geräumige Wallfahrtskirche mit den Resten eines seit dem Anfange des 19. Jahrhunderts aufgegebenen Franziskanerklosters. Nach einer in der Vorderseite angebrachten Inschrift im Jahre 1457 eingeweiht, wird sie von den Franziskanern Sebaste genannt, während sie beim Volk Šna Noj (St. Anton) heisst, da am Tage dieses Heiligen das Fest hier stattfindet. In dem Kirchenfelsen öffnet sich eine Höhle, die von den Wallfahrern ebenfalls besucht wird.“

 Im Antoniuskloster wirkte später auch Shtjefën Gjeçovi. 

„Der Weg führte uns an der von Ippen … erwähnten, einsam im Walde liegenden Franziskanerkirche Šna Noj vorüber. Westlich von dem Höhenrücken, auf dem die Kirche steht und durch eine Schlucht von ihr getrennt, erhebt sich eine dicht mit Gebüsch bewachsene Bergkuppe … Um das Plateau dieser Kuppe zieht sich in wechselnder Erhaltung eine Mauerlinie herum.“

Alte Bilder zeigen eine einfache Kirche, die der deutsche Gesandte Erich von Luckwald als „kleine Bergkapelle“ bezeichnete. Sie war keine 15 Meter lang und weniger als fünf Meter breit.

„An den Kirchenfesten der einzelnen christlichen Bekenntnisse nehmen ungestört auch Andersgläubige teil, die sogar von weither ihre Kranken mitbringen in der Hoffnung auf wundertätige Heilung. Besonders eindrucksvoll sind die alljährlichen Feste der albanischen Franziskaner am Tage des Heiligen Antonius in der ihm geweihten Bergkapelle Shëna Ndu, nahe bei Mamuras. Ebenso rührend wie malerisch ist das Bild der von allen Seiten zu Fuß, zu Pferde oder auf dem Esel in Festkleidung zusammenströmenden Menge. … Von Shëna Ndu, das auf einer Berghöhe liegt, hat man den Überblick über die Eichen- und Eschenwälder von Mamuras …“

Neben der Kirche befand sich ein im Jahr 1956 errichtetes, deutlich größeres Klostergebäude, ein Pilgerhaus. Die Bauarbeiten am Kloster in den 1950er und 1960er Jahren waren für die damalige Zeit, als die Religionsgemeinschaften großen Repressalien ausgesetzt waren, außergewöhnlich.

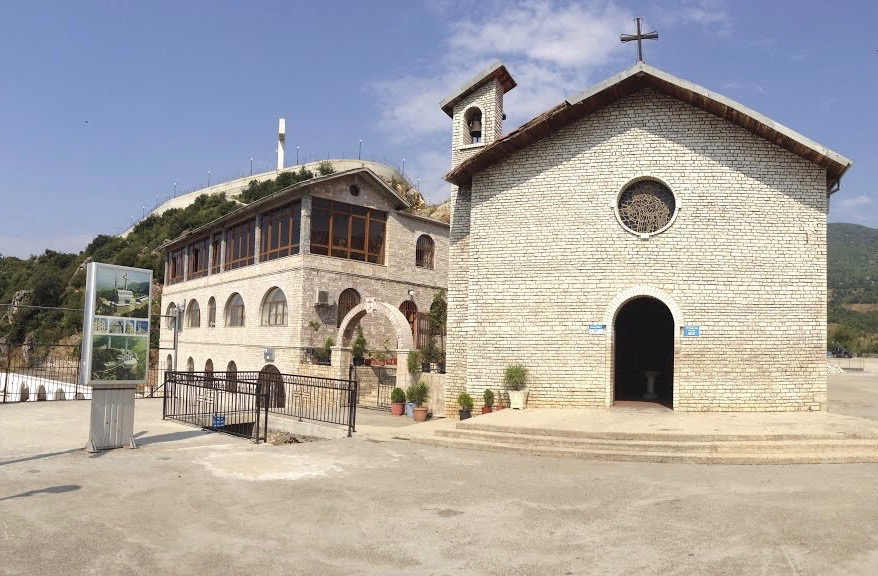
Antoniuskirche und Klostergebäude

Die Kirche wurde von den Kommunisten im Zuge des Religionsverbots im Jahr 1966 geschlossen, 1967 zerstört und vier Jahre später abgebrochen. In der Folge waren im kommunistischen Albanien auch die Wallfahrten ins Kloster verboten. Den Behörden gelang es aber nicht dauerhaft, die Massen von Gläubigen, die den Berg aufsuchten, aufzuhalten. Das Kloster wurde Teil eines militärischen Sperrgebiets. Am 17. März 1990 sollen rund 60.000 Menschen sich Zugang zum Gelände verschafft und einen Gottesdienst gefeiert haben.
Nach Aufhebung des Religionsverbots wurde Anfang der 1990er Jahre wieder mit der Errichtung eines Klosterkomplexes begonnen. Nach dreijähriger Bauzeit wurde 1995 von Rrok Mirdita die neue Kirche geweiht. Im Jahr 2004 wurden die Klostergebäude eingeweiht. Neben der Kirche befindet sich ein Altar für Gottesdienste im Freien, Essensräume und weitere Dienstgebäude. Eine Asphaltstraße führt zu einem großen Parkplatz oberhalb des Klosterkomplexes. Viele Pilger gehen aber noch immer zu Fuß aus der Stadt Laç zum Kloster hoch; ab halber Strecke beim städtischen Friedhof geht die Strecke in einen Kreuzweg über.